# Mandalay Pictures
Mandalay Pictures (später Mandalay Independent Pictures und Mandalay Vision) ist eine amerikanische Filmproduktionsfirma und ein Tochterunternehmen der Mandalay Entertainment Group. Gegründet wurde sie 1995 von Peter Guber, ehemals Chef von Sony Pictures und The Guber-Peters Company. Das Logo des Unternehmens ist ein Tigerkopf.
Das Unternehmen hatte anfangs eine Vereinbarung mit Sony Pictures, um Filme mit Columbia und TriStar Pictures zu produzieren. In den Jahren von 1997 bis 2002 gehörte sie zu Lionsgate. Seit 2007 gibt es eine eigene unabhängige Filmproduktionsabteilung Mandalay Vision. Das Unternehmen hat seinen Sitz im Santa Monica, in Kalifornien.

## Filmografie (Auswahl)
- The Fan (1996)
- Sieben Jahre in Tibet (Seven Years in Tibet) (1997)
- Ich weiß, was du letzten Sommer getan hast (I Know What You Did Last Summer) (1997)
- Double Team (1997)
- Donnie Brasco (1997)
- Ich weiß noch immer, was du letzten Sommer getan hast (I Still Know What You Did Last Summer) (1998)
- Wild Things (1998)
- Desperate Measures (1998)
- Sleepy Hollow (1999)
- Duell – Enemy at the Gates (Enemy at the Gates) (1999)
- The Score (2001)
- Mann umständehalber abzugeben oder Scheidung ist süß (Serving Sara) (2002)
- Jenseits aller Grenzen (Beyond Borders) (2003)
- Horns (2013)
- Nine Days (2020)